# Paul Jamin
Paul Joseph Jamin (ur. 9 lutego 1853 w Paryżu, zm. 10 lipca 1903 tamże) – francuski malarz, przedstawiciel akademizmu.

## Życiorys
Urodził się w Paryżu w 1853 roku. Był synem Jules'a Jamina, fizyka i stałego sekretarza Francuskiej Akademii Nauk. W 1882 roku ożenił się z Augustine Marie Caroline Bastien, z którą miał czworo dzieci.
Jego obrazy były wystawiane na Salonie w całym ostatnim kwartale XIX wieku. Jednym z jego najbardziej znanych obrazów jest Brennus i jego łupy (Le Brenn et sa part de butin, 1893), który przedstawia galijskiego wodza Brennusa, oglądającego jeńców i łupy zdobyte po grabieży Rzymu przez jego wojska.